# Heineken
Pour les articles homonymes, voir Heineken (homonymie).
Heineken International /ˈɦɛi.nə.kən/ est un groupe brassicole d’origine néerlandaise fondé en 1864 par Gerard Adriaan Heineken. C’est, en 2015, le deuxième brasseur au niveau mondial, représentant une part de marché en volume de 9,1 %, derrière le Belge Anheuser-Busch InBev (près de 30 % de parts de marché après le rachat de SABMiller en 2015) et devant le Danois Carlsberg (6,1 %).
Le groupe produit ou commercialise environ 250 marques de bières et cidres, dont Heineken dans plus de 190 pays, Amstel, Desperados, Sol ou Tiger.
En France, ses marques phares sont Heineken, Pelforth, Desperados et Fischer. Heineken France se dispute la place de premier brasseur français avec Brasseries Kronenbourg du groupe Carlsberg. En 2014, Heineken annonce détenir 17,3 % des parts de marchés (en volume) en France, ce qui le place en tête des ventes en 2013.
En Belgique, ses marques phares sont Maes, Grimbergen, Affligem, Mort Subite, Desperados et Stassen.

## Histoire du groupe

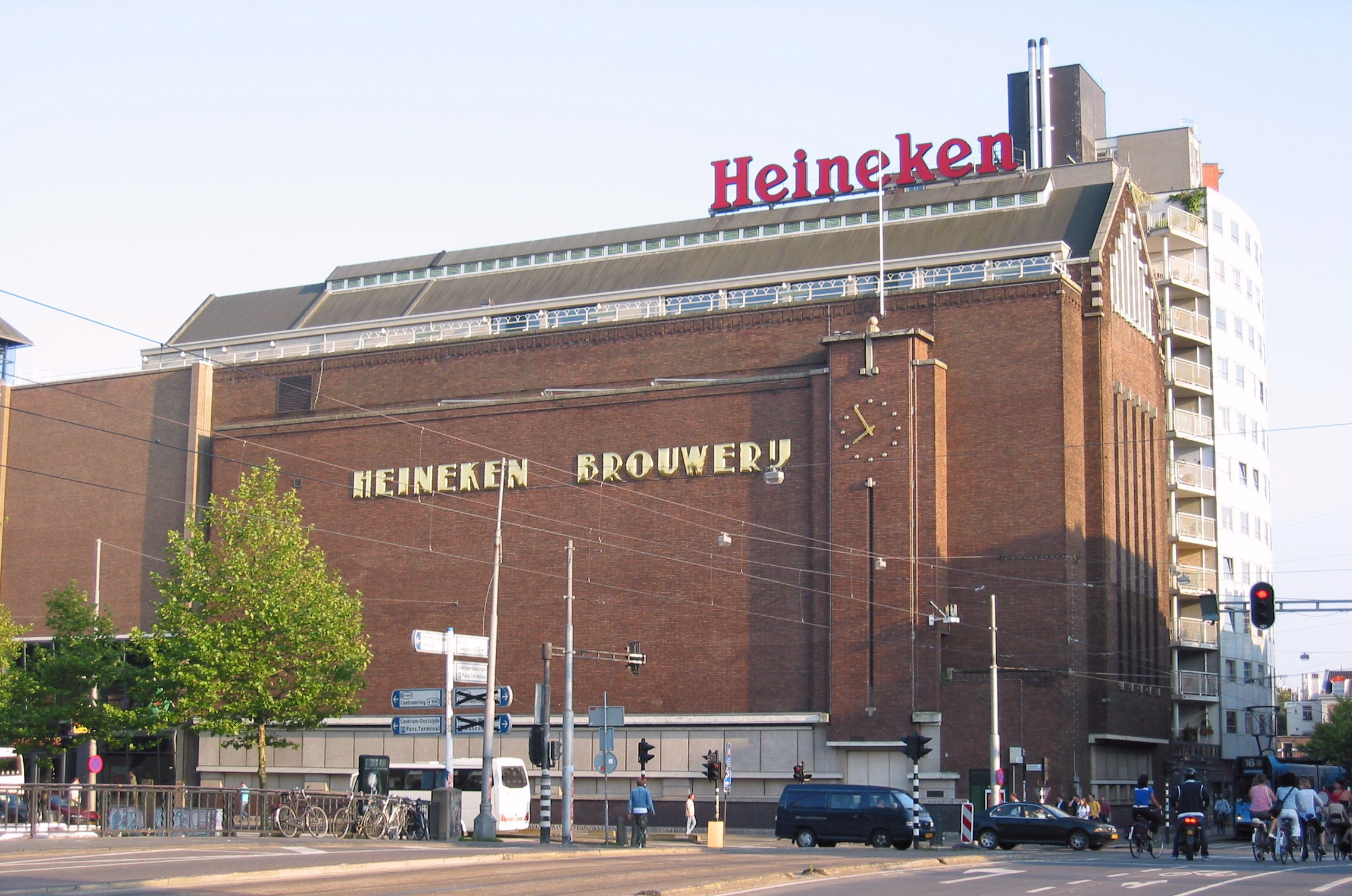
Ancienne brasserie Heineken à Amsterdam, devenue Musée Heineken Experience.

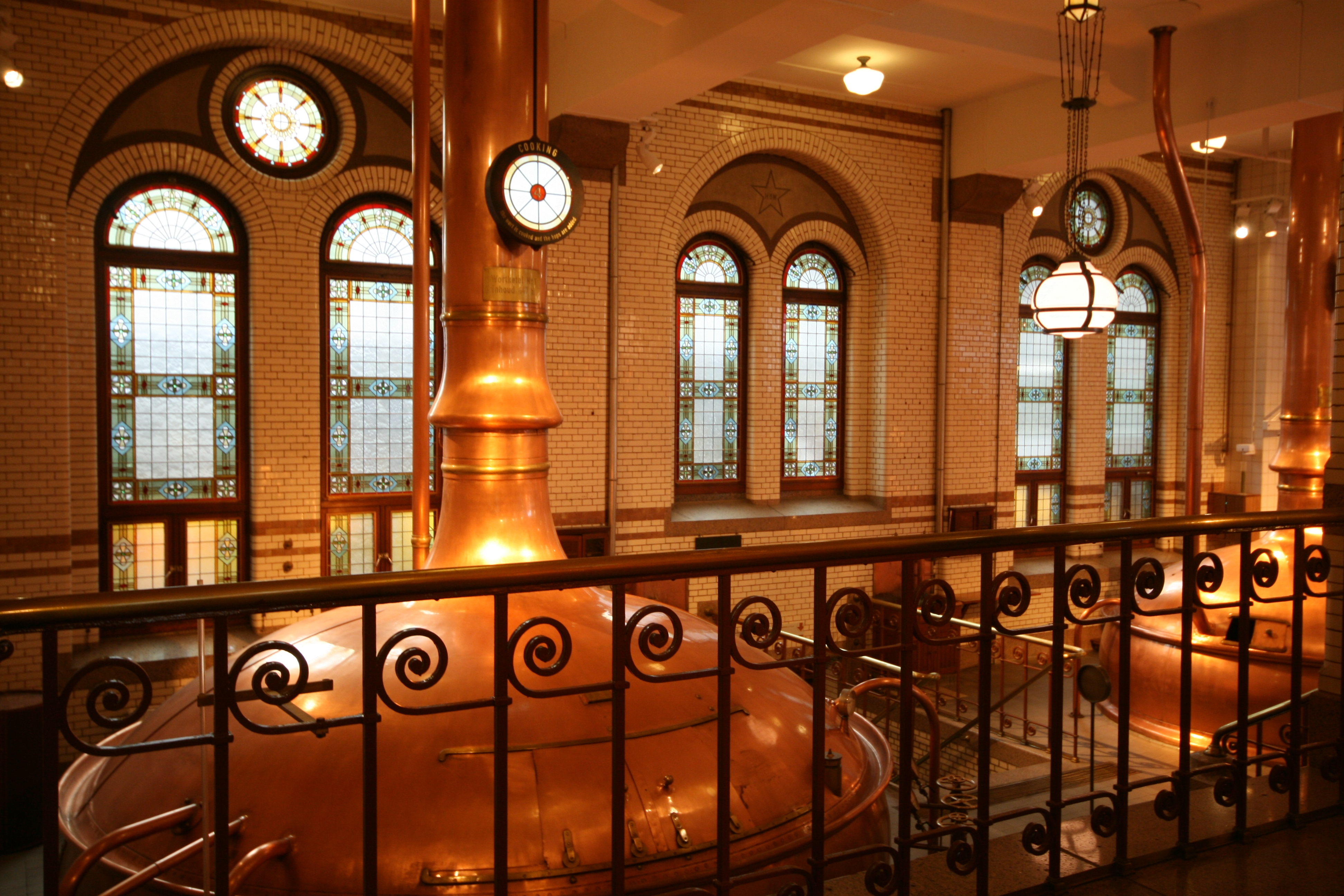
La salle de brassage de l'ancienne brasserie Heineken d'Amsterdam.

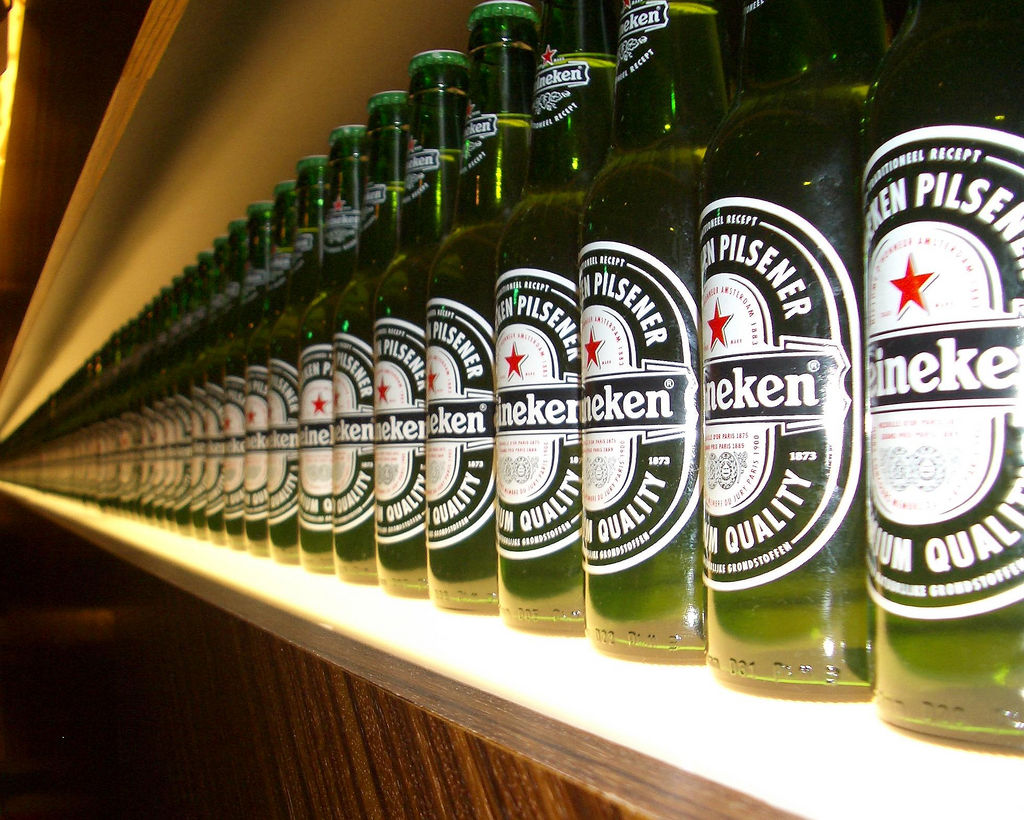
Bouteilles de bière Heineken. Sur l'étiquette figurent les prix qu'elle a gagné et l'étoile rouge.

### Origines: 1864-1914
En 1863, un jeune Néerlandais de 22 ans, Gerard Adriaan Heineken, souhaite investir la fortune dont il a hérité pour devenir brasseur et élaborer la meilleure lager au monde. Le 16 décembre 1863, après plusieurs mois de négociations, il rachète pour un montant de 48 000 florins la brasserie d'Amsterdam « De Hooiberg » (« la meule de foin »), fondée en 1592 par Weijintgen Elberts, veuve d'un brasseur. Cette brasserie est aussi connue sous le nom « The Haystack », elle est alors la plus grande de la ville, mais est en déclin. Le 15 février 1864, Gerard Adriaan fonde la société Heineken & Co qui change de nom en 1873 pour devenir la Heineken's Bierbrouwerij Maatschappij NV (littéralement « Compagnie de brasserie Heineken », le sigle NV désignant en hollandais une Naamloze vennootschap, société par actions) dont il est le principal actionnaire.
En 1869, Gerard Heineken décide de changer de technique de fabrication par « fermentation haute » (moût fermenté à une température d'environ 15 °C), et adopte la méthode bavaroise par « fermentation basse » (moût fermenté à une température à 8 ou 10 °C)  qui permet d’obtenir une bière plus claire et de conservation plus longue.
Face à l'accroissement des ventes, la société Heineken ouvre une seconde brasserie de 3 000 m2 à Rotterdam en 1874 (brasserie qui sera fermée en 1968). C'est la même année que Gerard Heineken décide de donner son patronyme à la marque : la « Haystack » devient la « Heineken ».
Pionnière par sa capacité de fabrication à grande échelle de la bière de fermentation basse, à la manière bavaroise et en utilisant un système de réfrigération élaboré en 1881 par le professeur Carl von Linde, elle produit en 1873 17 000 hectolitres de Heineken.
En 1875, la bière Heineken remporte la médaille d'Or à Paris. En 1883, elle obtient le diplôme d’honneur d’Amsterdam. En 1886, « De Hooiberg » est remplacée par une nouvelle brasserie au sud d'Amsterdam, dans le quartier De Pijp (depuis 1988, cette brasserie ne produit plus de bière, elle abrite désormais le musée Heineken Experience). C'est en 1888 que le français H. Elion, élève de Pasteur, parvient à réaliser pour Heineken une culture de levure, dite « levure A ». C'est la consécration immédiate : Heineken remporte le Grand Prix de Paris pour la meilleure qualité de bière lors de l’Exposition universelle de 1889 ; ces trois récompenses apparaissent toujours de nos jours sur l'étiquette. La maîtrise du froid et de la pasteurisation permet de maintenir une qualité constante à la bière, et ainsi de la transporter plus facilement. La marque est alors la plus exportée vers la France.

### Croissance internationale: 1914-1940
Quand Gerard Adriaan Heineken meurt le 18 mars 1893, son épouse, Marie Tindal lui succède jusqu'en 1914. La société vend alors 300 000 hectolitres de bière par an soit 30 % de plus qu’au début du siècle. Son fils, Henry Pierre Heineken, reprend la société en 1914 avec l’intention d’étendre les activités de l’entreprise : il acquiert la brasserie Léopold de Bruxelles en 1927.
L’entreprise commence à s'internationaliser en 1931 avec une coentreprise et crée la Malayan Breweries Ltd à Singapour, avec Fraser & Neave, coentreprise qui deviendra en 1990 l'Asia Pacific Breweries, deux ans après l'inauguration de la première ligne d'embouteillage à Rotterdam. Heineken est alors l’un des premiers brasseurs à livrer aux pubs et débits de boissons la bière en bouteille. Dans les années 1930, Heineken ouvre également des brasseries au Congo belge, puis à Java ou encore en Égypte.
La marque Heineken s’exporte à l’étranger dès 1929, ses brasseries hollandaises se dotent de lignes d’embouteillage, et agrandissent leurs unités de production, afin d’assurer la qualité et la pérennité des exportations.
En 1932, Heineken ouvre une brasserie pilote à Rotterdam, permettant au laboratoire de la société de tester les résultats de ses propres activités de recherche.
En 1933, grâce à l’importateur Leo van Munching, la Heineken sera la première bière étrangère à débarquer aux États-Unis à la fin de la prohibition, le 11 avril 1933. Le New York Times affiche dans ses colonnes : « la première cargaison d'importation légale de bière depuis treize ans est arrivée. Il s'agit de la bière Heineken ». Leo van Munching était steward pour une ligne de croisière Pays-Bas-Amérique lorsqu’il a persuadé la famille Heineken de lui permettre de représenter leur bière aux États-Unis après l'abrogation de la Prohibition.

### L’image de Heineken: 1940 – 1968

Logo de la bière Heineken et du groupe jusqu'en 2011.

Le milieu du XXe siècle est marqué par l’essor du marketing et de la publicité. Pendant les années 1940, Alfred Heineken est envoyé à New York par son père, Henry-Pierre, afin d’y être formé au marketing auprès de Van Munching et en suivant des cours du soir sur la publicité et le commerce.
Son retour aux Pays-Bas en 1948 a marqué le début d'une nouvelle ère dans la stratégie marketing de l'entreprise. La marque Heineken acquiert à cette époque son identité actuelle, notamment les trois « e » du logo sont relevés vers le haut afin d’apparaître comme des e souriants.
Les premières grandes campagnes de publicité voient le jour dans les années 1950, et la première publicité à la télévision est diffusée en 1968 aux Pays-Bas.
En 1954, l'étiquette change de couleur, passant du rouge, couleur exprimant le danger dans le domaine alimentaire, au vert symbolisant la sécurité.

### Heineken s’étend en Europe: 1968 – 1980
Heineken et Amstel, son concurrent historique depuis le XIXe siècle fusionnent en 1968. Amstel devient l’un des leviers de l’essor d’Heineken en Europe. En outre, Amstel est connu pour avoir inventé le « fliptopper », la capsule qui s’ouvre sans décapsuleur. Heineken développe cette capsule dévissable dans les années 1970.
Au début des années 1970, Heineken est encore peu présent en Europe, avec 2,8 % de part de marché en 1971, grâce à de petits partenariats au Royaume-Uni et en Italie et décide de se développer sur le Vieux Continent. C’est en France que les efforts seront concentrés en premier, avec l’acquisition de la Brasserie de l’Espérance de Schiltigheim, fondée en 1764 à Strasbourg et produisant la bière Ancre.
Puis Heineken s’installe en Italie avec l’acquisition d’Italian Dreher, et dans plusieurs autres pays par la suite.
En 1975, Heineken ouvre une brasserie géante d’une capacité d’1,5 million d’hectolitres par an aux Pays-Bas, pour faire face à l’accroissement prévu de ses activités.

### Heineken se mondialise: 1980 – 2000
Dans les années 1980, Heineken continue sa stratégie d’acquisitions : l’irlandais Murphy’s est racheté en 1983, l’espagnol El Aguila en 1984, et Royal Brand Brewery en 1989. Pendant ce temps, la marque Heineken communique dans le monde entier via des campagnes de publicité comme « When you make a great beer, you don’t have to make a great fuss » (Quand vous faites une grande bière, pas besoin de faire grand bruit).
Quand Alfred Heineken quitte la direction de l’entreprise en 1989, le groupe commence à s’implanter en Chine, et la marque Heineken est déjà présente dans 145 pays.
L’Europe de l’est et la Russie découvrent la Heineken dès la chute du mur de Berlin. Dans les années 1990, de nombreuses brasseries sont rachetées dans le monde entier et spécifiquement en Asie : le groupe est soucieux de développer son implantation avec des marques locales (Birra Moretti en Italie, Fischer en France, Cruzcampo en Espagne) comme avec ses marques internationales (Heineken, Amstel). En 1993, l'entreprise suisse Calanda Bräu est rachetée.
Après avoir multiplié les formats (petite bouteille de 25 cl, boîte de 33 cl en 1983 et la 50 cl en 1997), Heineken lance sa première bouteille sérigraphiée en 1998.
En 1999, les autorités économiques des Pays-Bas reconnaissent Heineken comme « la marque du siècle ».

### Marchés émergents: 2000-2025
Dans les années 2000, Heineken renforce ses positions sur les marchés émergents de Russie, du Mexique et de Chine, puis plus tard d’Inde et d’Asie du Sud-Est par des fusions et des acquisitions.
En 2002, Heineken lance une bouteille 100 % aluminium imaginée par Ora-ïto et réservée aux discothèques et aux bars.
Heineken s’étend aussi en Europe avec les acquisitions des brasseurs BBAG (Autriche), Krušovice (République tchèque) et Rodic (Serbie). La décennie est aussi marquée par l’acquisition du groupe Scottish & Newcastle par Heineken et Carlsberg en janvier 2008, pour 10,3 milliards d'euros. Le brasseur néerlandais reprendra les activités britanniques (Foster's), irlandaises, portugaises, finlandaises, belges (à l'exception de Grimbergen), américaines et indiennes.
En 2010 puis en 2012, le groupe fait deux acquisitions majeures : en janvier 2010, Heineken acquiert les activités de brasseur du mexicain FEMSA. Puis, en août 2012, Heineken rachète les parts de Fraser & Neave (F&N) dans Asia Pacific Breweries, notamment connu pour sa bière Tiger.
La Heineken est commercialisée dans 170 pays. Le groupe réalisait un chiffre d’affaires de 17,123 milliards d’euros et un EBIT de 2,697 milliards d’euros en 2011.
En septembre 2014, Heineken vend sa filiale d'embouteillage mexicaine Empaque à Crown Holdings pour 1,23 milliard de dollars.
En avril 2015, Heineken acquiert une participation majoritaire dans la principale brasserie slovène, Pivovarna Lasko, la valorisant à 224 millions d'euros. En septembre 2015, Heineken acquiert 50 % de la micro-brasserie américaine Lagunitas Brewing pour un montant inconnu.
En octobre 2015, Diageo vend pour 780 millions de dollars à Heineken ses participations de 57,87 % dans Desnoes & Geddes et de 49,99 % dans GAPL, présents respectivement en Jamaïque (avec la bière Red Stripe) et en Malaisie. Cette transaction permet à Heineken d'avoir une participation à hauteur de 73,3 % dans Desnoes & Geddes et de 100 % dans GAPL.
En janvier 2015, la société augmente sa participation dans Pivovarne Laško à 96,92 % du capital. En décembre 2016, Heineken annonce l'acquisition avec Patron Capital de Punch Taverns, une entreprise britannique de pubs pour 403 millions de livres. D'après cet accord, les bars de Punch Taverns seront scindés entre Heineken et Patron Capital, le premier en recevant 1 900 et le second 1 300. Heineken possède de nombreux pubs au Royaume-Uni depuis le rachat de Scottish & Newcastle. En février 2017, Heineken annonce l'acquisition pour 1,025 milliard d'euros de la filiale brésilienne de Kirin, entité déficitaire, constituée à la suite de l'acquisition de Schincariol en 2011.
En avril 2017, Heineken inaugure une usine de production en Côte d'Ivoire, Brassivore. Avec un investissement de près de 150 millions d'euros, cette nouvelle implantation doit permettre de concurrencer Castel, acteur historique dans le pays. En mai 2017, Heineken annonce le rachat en totalité du brasseur américain Lagunitas Brewing Company.
En août 2018, Heineken acquiert, via un partenariat, 40 % CBL qui détient 51 % de China Resources Beer, pour 3,1 milliards de dollars. Avant cette opération, Heineken n'est quasiment pas présent en Chine avec uniquement qu'une part de marché de 0,5 %. Au travers de ce partenariat, il offre la licence Heineken en Chine à China Resources Beer, ainsi que 3 brasseries. En contrepartie, China Resources prend une participation dans Heineken de 538 millions de dollars.
En février 2021, Heineken annonce la suppression de 8 000 postes soit près de 10 % de ses effectifs, à la suite de la baisse de consommation liée à la crise du Covid-19. Le chiffre d'affaires a baissé de 19,7 milliards soit - 18 % à cause de la crise sanitaire.
En novembre 2021, Heineken annonce acquérir Distell, un producteur sud-africain de cidre, de vin et de spiritueux, pour 2,6 milliards de dollars. Dans le même temps, Heineken annonce l'acquisition   pour 400 millions d'euros d'une participation de 25 % dans Namibian Breweries, alors qu'il détenait déjà une participation de 49 %
Le 28 mars 2022, Heineken annonce la cessation de ses activités en Russie à la suite de l'invasion de l'Ukraine. 
Le 20 juin 2025, l’entreprise a perdu le contrôle de ses opérations en République démocratique du Congo, à la suite de la prise de contrôle de ses installations situées à Bukavu et Goma par des hommes armés.

## Les marques du groupe Heineken

### La bière Heineken
La Heineken est une bière blonde de type Pale lager, à 5 %. La première Heineken a été brassée en 1873. Elle a remporté les titres suivants : Médaille d'or à Paris en 1875, Diplôme d'honneur à l'Exposition coloniale internationale d'Amsterdam en 1883, Grand prix Exposition universelle de Paris in 1889 et Hors concours membre du jury à Paris en 1900.
En 2015 est lancée la Heineken Extra Cold. Cette innovation pour la consommation à domicile permet de déguster une bière à une température de 0 °C grâce à une bouteille spéciale destinée au congélateur.

### En Belgique
Heineken a racheté Alken-Maes qui détient plusieurs bières au niveau de la Belgique dont Maes, Cristal, Grimbergen, Mort Subite. Celle-ci a trois sites de production : Alken-Maes, la Brasserie Mort Subite (ex-brasserie De Keersmaeker) et la Brasserie Affligem.

### En France
Les principales marques commercialisées par le groupe Heineken en France sont Heineken, Pelforth, Affligem, Desperados, ainsi que Fischer, Adelscott, Ancre, 33 Export, Buckler, Amstel, Edelweiss, Panach’, Murphy's, Foster’s, George Killian's, Cruzcampo, Volga et Gallia, Maes pils.

### En Suisse
En Suisse, Heineken a racheté Calanda en 1993 et Eichhof en 2008.

### Dans le monde
Dans le monde, Heineken commercialise plus de 250 marques, parmi lesquelles Moretti (Italie), Almaza (Liban), Sagres (Portugal), Star (Nigeria), Primus (Afrique Centrale), Stella (Égypte), Cristal (Amérique du Sud), Sol (Mexique), Oxota (Russie), Zlatý Bažant (en) (Slovaquie), Gosser (Autriche), Bucegi (Roumanie), Bintang (Indonésie), Tango (Algérie), Tiger (Singapour), Kingfisher (Inde), Prestige (Haïti)  Berber (Tunisie).
Marques de cidre de l'entreprise H. P. Bulmer : Strongbow, Bulmers Ciders, John Smith's Brewery et Newcastle Brown Ale.

## Heineken en France

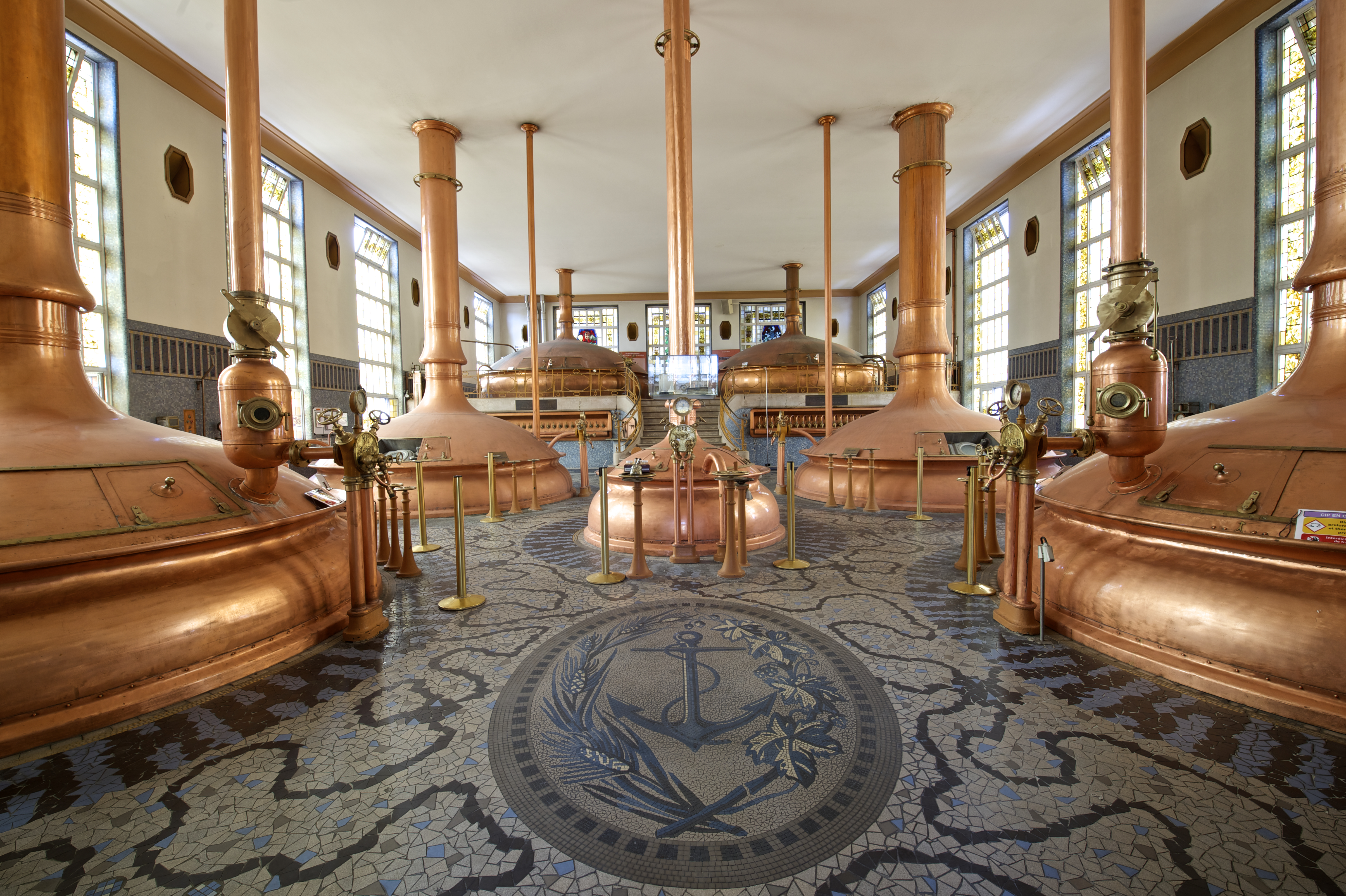
Brasserie de Schiltigheim

La France est le premier marché extérieur de la marque Heineken et un des plus rentables puisqu'elle y est vendue depuis 1876. Mais l’entreprise est véritablement implantée sur le territoire depuis les années 1970, se positionnant sur le marché premium avec la marque Heineken en 1977. Aujourd’hui, Heineken France est à la fois brasseur et distributeur avec sa filiale France Boissons qui en fait le premier distributeur de boissons en France.
En 2012, le groupe compte plus de 4 000 employés sur l’ensemble du territoire et a réalisé 1,77 milliard d’euros de chiffre d’affaires pour 5,7 millions d’hectolitres de bière vendus, ce qui en fait le premier groupe brassicole français devant les Brasseries Kronenbourg du groupe Carlsberg.
Le groupe est implanté en France avec son siège de Rueil-Malmaison (Hauts-de-Seine) ses trois brasseries situées à Mons-en-Barœul (Nord), Schiltigheim (Bas-Rhin) et Marseille (Bouches-du-Rhône) et via les 73 sites de distribution de France Boissons présents dans tout l’Hexagone.
Le 15 novembre 2022, Heineken annonce la fermeture de la brasserie de l’Espérance à Schiltigheim dans les trois ans. Heineken a ainsi acquis trois grandes brasseries schilickoises (Adelshoffen, L’Espérance et Fischer) pour les fermer.

### Activité, rentabilité de la holding France
|                                        | 2013   | 2014   | 2015   | 2016    | 2017   | 2018 | 2019 |
| -------------------------------------- | ------ | ------ | ------ | ------- | ------ | ---- | ---- |
| Chiffre d'affaires en milliers d'euros | 3 718  | 2 881  | 4 050  | 4 555   | 4 317  |      |      |
| Résultat en milliers d'euros           | 91 080 | 66 165 | 73 908 | 142 673 | 67 393 |      |      |

### Histoire

#### Années 1970: arrivée en France
En 1972, Heineken International acquiert l’Alsacienne de brasserie (Albra) qui compte alors trois sites de production : la Brasserie de l'Espérance de Schiltigheim, la Brasserie Mutzig et la Brasserie de Colmar. La Brasserie de Colmar ferme en 1975.
La Brasserie de l'Espérance commence la production française de la Heineken en 1980. Cette même année, l’Albra devient Heineken France SA et construit son premier siège social à Schiltigheim, route de Bischwiller.

#### Années 1980: Heineken devient brasseur distributeur
En 1986, la Brasserie Pelforth est rachetée par la Française des Brasseries (Frabra) dont le siège social se trouve à Lille. La Frabra est ensuite englobée dans Heineken en 1988.
En 1987, Heineken rachète France Boissons et devient à la fois brasseur et distributeur.
La Brasserie Mutzig est fermée en 1989.

#### Années 1990 – 2017

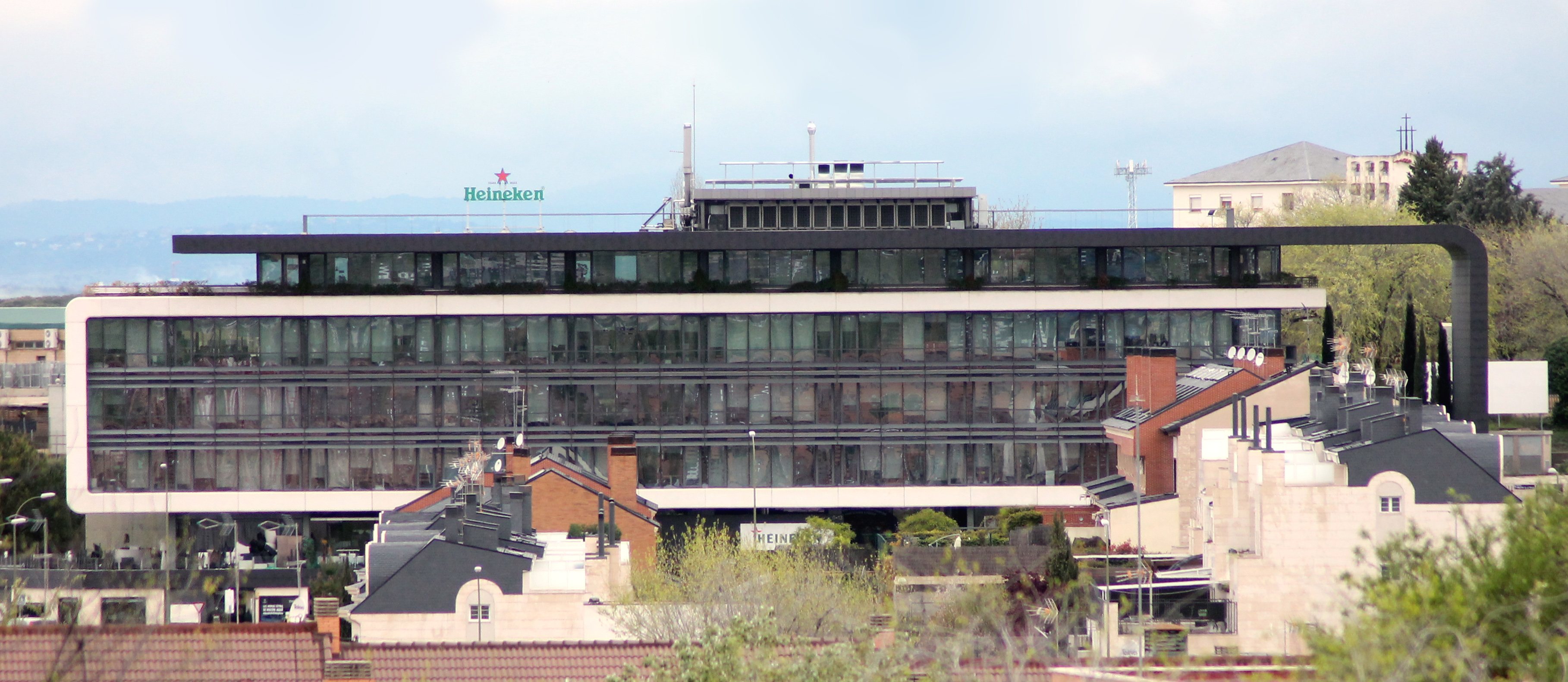
Bureaux d'Heineken à Madrid (Espagne).

En 1996, le Groupe rachète la Brasserie de Saint-Omer ainsi que la Brasserie Fischer de Schiltigheim, reconnue pour le succès de la bière aromatisée Desperados, (qui sera par la suite vendue dans le monde entier par Heineken International) et la Brasserie Adelshoffen, brasseur de la bière au malt à whisky Adelscott, également implantée à Schiltigheim. France Boissons développe sa puissance de distribution en ralliant plusieurs distributeurs indépendants.
La Brasserie Adelshoffen est fermée en août 2000, sa production est alors transférée à la Brasserie Fischer.
En 2005, Heineken France avec le Groupe SEB créent BeerTender et le fût pression, qui permettent de disposer d’un demi pression à la maison.
En 2006 naît Heineken Entreprise, qui rassemble les deux brasseries alsaciennes du groupe. En Alsace, l’activité est désormais réunie sous l’appellation « Pôle Alsace », regroupant la Brasserie de l’Espérance, la Brasserie Fischer, la direction générale, technique et l’innovation Heineken Entreprise.
En 2008, le Groupe devient, pour la première fois de son histoire, leader en valeur du marché de la bière en France. La même année, Heineken revend la Brasserie de Saint-Omer.
Fin 2009, la Brasserie Fischer ferme ses portes et son activité est transférée à la Brasserie de l’Espérance qui devient le site unique de production Heineken de Schiltigheim.
En 2011, nouveau siège social pour le groupe, certifié Breeam Good et situé en bords de Seine, à Rueil-Malmaison (Hauts-de-Seine).
En 2012, Heineken devient leader en volume et en valeur sur le marché français.
En 2014, Heineken annonce être la marque leader de la vente en GMS.
En 2017, Heineken annonce un investissement de 9,3 millions d'euros lui permettant de créer une nouvelle ligne de production pour produire 40 000 bouteilles de plus par heure, pour sa brasserie de Schiltigheim,.

## Actionnaires
| Nom                                    | %     |
| Heineken Holding                       | 50,0% |
| Fomento Economico Mexicano             | 8,63% |
| MFS International.                     | 1,15% |
| The Vanguard Group                     | 1,12% |
| Heineken (auto détention)              | 1,01% |
| Norges Bank Investment Management      | 0,88% |
| Morgan Stanley Investment Management   | 0,84% |
| Caisse de dépôt et placement du Québec | 0,78% |
| Invesco Advisers                       | 0,73% |
| Vontobel Asset Management              | 0,68% |

Au 29 avril 2019.

## Controverses
D'après le journaliste d’investigation Olivier van Beemen, Heineken aurait prospéré en Afrique sur fond de corruption et de soutien à certains régimes, notamment au Rwanda pendant le génocide des Tutsi en 1994.
En République démocratique du Congo, des vendeuses auraient été contraintes à des actes sexuels avec des responsables de la multinationale. D'après des documents confidentiels consultés par Olivier van Beemen, l'entreprise aurait été informée de ces dérives sexuelles, mais rien n’a été entrepris pour y mettre un terme.
Au Nigeria, des milliers de prostituées auraient été formées pour inciter leurs clients à boire des bières de marque Legend, produite par Heineken. Celles-ci auraient dû expliquer à leurs clients qu’ils seraient sexuellement plus performants en buvant de la Legend plutôt que de la Guinness, sa principale concurrente.
La multinationale pratique l’optimisation fiscale grâce à une agence basée en Belgique. Cette société nommée Ibecor, prestataire logistique, facturerait jusqu'à dix fois plus cher certains services. Cette surfacturation permettrait de rapatrier des bénéfices en Belgique afin qu’ils ne soient pas taxés en Afrique.
En réponse au livre d’Olivier van Beemen, Heineken affirme que la grande majorité des allégations sont fausses, notamment celles, particulièrement mises en avant par l'auteur, concernant son implication dans le Génocide des Tutsis au Rwanda et le recours aux prostituées au Nigéria pour promouvoir la marque locale.
Une enquête de Jeune Afrique montre qu'en 2018, Heineken fait appel à l'agence de réputation numérique 35° Nord avant la sortie du livre d'Olivier van Beemen. Deux employés de l'agence s'invitent alors à la première de son livre, et réussissent à s'emparer d'une épreuve quelques jours avant sa publication. Une fois livre publié, Heineken fait alors appel à l'agence, qui œuvre en lien avec Avisa Partners, pour riposter par une campagne de communication pour écorner le sérieux du livre.

## Actions sociétales du groupe

### En France
Depuis 2009, Heineken France est le seul brasseur du marché CHD (Consommation Hors Domicile) à réaliser un bilan carbone, puis à publier un rapport de développement durable en 2010.

### À l’étranger
En 2007, le groupe Heineken a créé la fondation Afrique Heineken avec pour objectif d’améliorer la santé des populations de l’Afrique subsaharienne. Tous les deux ans, un prix Heineken est décerné aux Pays-Bas sur proposition de l’Académie royale des arts et des sciences des Pays-Bas pour honorer des scientifiques internationaux et un artiste néerlandais.
L'IREB (Institut de recherches scientifiques sur les boissons) est soutenu depuis 1971 par Heineken. C'est cet institut qui a créé le test de mesure de la Gamma GT pour dépister la dépendance à l’alcool. En 1990, elle fonde Entreprise et prévention avec d'autres partenaires, dont le but est de prévenir des dangers de l'alcool au travail. En 1997 elle signe le Code d’éthique des Brasseurs de France.
Une restriction a été imposée aux Jeux olympiques d'Athènes. Les spectateurs n'ont pas eu le droit d'apporter leurs boissons alcoolisées personnelles qui ont été interdites dans l'enceinte des Jeux, mais ils pouvaient, en revanche, y acheter des bières Heineken.
Heineken est le principal commanditaire de la Coupe d'Europe de rugby à XV, depuis sa création en 1995. Elle est appelée Heineken Cup ou H Cup en France en raison de la loi Evin qui encadre la publicité pour l'alcool. Sur le logo de l'épreuve, le H initial symbolise les poteaux au milieu desquels passe le ballon, symbolisé par l'étoile rouge de la marque, le tout sur fond vert, l'autre couleur de la marque.

## Activité de lobbying

### Auprès de l'Assemblée nationale
Heineken est inscrit comme représentant d'intérêts auprès de l'Assemblée nationale. L'entreprise déclare à ce titre qu'en 2012, les coûts annuels liés aux activités directes de représentation d'intérêts auprès du Parlement sont compris entre 40 000 et 50 000 euros.

### Auprès des institutions de l'Union européenne
Heineken est inscrit depuis 2015 au registre de transparence des représentants d'intérêts auprès de la Commission européenne. Il déclare en 2015 pour cette activité 2,5 collaborateurs à temps plein et des dépenses d'un montant compris entre 700 000 et 800 000 euros.